# میکی ۷
میکی ۷ (انگلیسی: Mickey7) رمان علمی تخیلی به نویسندگی ادوارد اشتون است. یک فیلم اقتباسی از این رمان به نام میکی ۱۷ به کارگردانی بونگ جون هو ساخته شده است که در سال ۲۰۲۵ شد.